# غشاء صوتي
الغشاء الصوتي (بالإنجليزية: Acoustic membrane)‏ هو عبارة عن طبقة رقيقة والتي يتم استخدامها في الاهتزازات الصوتية لإنتاج أو نقل الصوت (الطبلة، المصدح، مكبر الصوت).

## صور